# Barbara (serial telewizyjny)
Barbara – brytyjski sitcom z Gwen Taylor w roli tytułowej.
Trzy serie serialu emitowane były w latach 1999–2003 na kanale ITV (sieć telewizyjna).

## Obsada
- Gwen Taylor – Barbara Liversidge
- Sam Kelly – Ted Liversidge
- Benedict Sandiford – Neil Liversidge
- Sherrie Hewson – Jean Nesbitt
- Elizabeth Carling – Linda Pond
- Mark Benton – Martin Pond
- Madge Hindle – Doreen
- John Arthur – Phil
- Jean Alexander – Queenie Liversidge